# Яблоновский, Юзеф Александр
Князь Юзеф Александр Яблоновский (4 февраля 1711, Тихомель — 1 марта 1777, Лейпциг) — крупный магнат и государственный деятель Речи Посполитой, стольник великий литовский (1744—1755), воевода новогрудский (1755—1772), историк, библиограф, геральдист, меценат, переводчик и поэт.
Ему принадлежали буское, корсунское, звенигородское староства.

## Биография
Представитель польского магнатского рода Яблоновских герба Прус III. Единственный сын хорунжего великого коронного Александра Яна Яблоновского (1670—1723) и Теофилы Сенявской (1677—1754).
Родился в имении Тихомель на Волыни. Получил хорошее домашнее образование. Завершил своё обучение в 1729—1731 годах, путешествуя за границей, во время которого посетил Францию, Германию, Нидерланды и Великобританию. В 1732 году после возвращения в Польшу Юзеф Александр Яблоновский был избран послом от Белзской земли на сейм. В 1733 года магнатская партия Чарторыйских отправила Ю. Яблоновского с секретной миссией ко французскому двору, затем избирался послом от Инфлянт на конвокационный и элекционный сеймы.
Во время вторично правления Станислава Лещинского (1733—1734) Юзеф Александр Яблоновский был одним из его горячих сторонников, был послом Речи Посполитой при дворе короля Франции Людовика XV.
Благодаря первого браку с дочерью канцлера великого литовского Кароля Станислава Радзивилла, Юзеф Александр Яблоновский получил возможность приобрести крупные имения и должности в Великом княжестве Литовском.
В 1744 году получил от императора Карла VII титул князя Священной Римской империи. В том же году получил должность стольника великого литовского. В 1746 году — посол на сейме от Плоцкого воеводства. В 1750 году был избран послом на сейм от Галицкой земли. В 1755—1772 годах занимал должность воеводы новогрудского. Не играл никакой роли в польской политике. 7 мая 1764 года воевода новогрудский Юзеф Александр Яблоновский подписался под манифестом, в котором признавал незаконным нахождение русских войск на территории Речи Посполитой.
В 1768 году, с началом внутренних волнений в Речи Посполитой, вызванных выступлением Барской конфедерации, Яблоновский перебрался в саксонский Лейпциг, где он проживал вплоть до своей смерти и откуда помогал конфедератам деньгами. 9 мая 1771 года он официально объявил о своём присоединении к Барской конфедерации, но с оговоркой, что не будет вести никаких враждебных действий против Франции.
В 1772 году после Первого раздела Речи Посполитой ушел в отставку с должности воеводы новогрудского и сенатора.
Скончавшийся 1 марта 1777 года в своём лейпцигском доме Zum Kurprinz, Яблоновский был похоронен в католической придворной капелле замка Плайсенбург (современная Новая ратуша).
Юзеф Александр Яблоновский владел 18 резиденциями, в том числе Подгорским дворцом около Стрыя, дворцом в Яблонове-Литовском под Лунной, замком Ляховцами на Волыни, замком в Завалове, дворцом в Буске и др. Восстановил Новогрудский замок.
Автор нескольких больших исторических трудов. При его поддержке и финансировании в Париже в 1772 году был издан первый атлас Речи Посполитой " Carte de Pologne … ". В 1769 году основал при Лейпцигском университете названное в его честь научное общество Societas Jablonoviana — старейшее до сих пор существующее научное общество для поощрения немецко-польских научных и культурных контактов. В XVIII веке издавались его труды по истории Польши, математике и экономике.

## Семья и дети
Юзеф Александр Яблоновский был дважды женат. В 1740 году женился на княгине Терезе Каролине Радзивилл (1707—1765), вдове воеводы берестейского Казимира Леона Сапеги (1697—1738), дочери канцлера великого литовского Кароля Станислава Радзвилла (1669—1719) и Анны Екатерины Сангушко (1676—1746). Дети:
- Теофила Стрежислава Яблоновская (1743—1816), жена с 1766 года кравчего великого литовского Юзефа Сапеги (1737—1792)
- Анна Доброгнева Яблоновская (1745—1782), жена с 1766 года каштеляна киевского и воеводы брацлавского Мацея Лянцкоронского (1723—1789)
- Ядвига Тереза Яблоновская

В 1766 году вторично женился на княгине Франциске Виктории Воронецкой (1742—1827). Дети:
- Август Доброгост Яблоновский (1769—1792), ротмистр народовой кавалерии (1789)